# Otselic (New York)
Pour les articles homonymes, voir Otselic.
Otselic est une ville située dans le comté de Chenango, dans l'État de New York, aux États-Unis. En 2010, elle comptait une population de 1 024 habitants, estimée au 1er juillet 2016 à 1 023 habitants.

## Démographie
Lors du recensement de 2010, la ville comptait une population de 1 054 habitants. Elle est estimée, en 2016, à 1 023 habitants.